# ارز تکنیکا
ارز تکنیکا (به انگلیسی: Ars Technica) یا "هنر فناوری" (به انگلیسی: art of technology) وب‌گاهی است که به اخبار و موضوعات فناوری می‌پردازد و توسط کن فیشر (به انگلیسی: Ken Fisher) و جان استوکس (به انگلیسی: Jon Stokes) در سال ۱۹۹۸ ایجاد شد. این وب‌گاه به اخباری نظیر سخت‌افزار و نرم‌افزار کامپیوتر، علوم، بازی‌های کامپیوتری و ... می‌پردازد.